# Corps équestre de la police militaire
Le corps équestre de la police militaire est une unité de cavalerie à des fonctions spéciales dans l'armée prussienne. À partir de 1740, il se compose de policiers entraînés et plus tard principalement d'universitaires forestiers. Depuis 1798, tous les membres ont le grade d'officier. Elle est dissoute en 1919.

## Mission
Sa mission en tant que cavalier d'état-major consiste à effectuer des missions de reconnaissance et de courrier, au XIXe siècle exclusivement pour ce dernier. Plusieurs policiers militaires se trouvent toujours à proximité immédiate du roi et doivent recevoir ses lettres et autres messages et les acheminer immédiatement. Le service de messagerie comprend également le traitement de la correspondance diplomatique du ministère des Affaires étrangères, en particulier les dépêches cryptées, vers les ambassades à l'étranger et vice versa. Le policier militaire de service quitte Berlin dans l'express de nuit. Il porte des vêtements civils et est tenu d'exposer son corps et sa vie pour les envois. Le corps n'a pas de compétences particulières en matière de police militaire comme les Feldjäger d'aujourd'hui, dont les tâches dans l'ancienne armée prussienne sont effectuées par les prévôts du régiment, dans le domaine de la poursuite pénale et par les hussards en particulier dans le domaine de la sécurité générale (patrouilles autour des garnisons, etc.). .

## Histoire de la formation
Le corps à cheval de la police militaire, créé en novembre 1740, devient le corps équestre de la police militaire en 1756. D'abord formé par le chasseur en chef Schenck avec un autre chasseur en chef, un assistant et douze policiers issus des officiers forestiers et de chasse, l'effectif est passé à 110 hommes au cours de la première guerre de Silésie. À la fin de la guerre, l'effectif de paix était de trois chasseurs en chef et de 60 policiers militaires. En 1744, lorsque la seconde guerre de Silésie, la troupe est passée à six chasseurs en chef, 167 policiers militaires et un officier militaire. Le corps est divisé en deux escadrons, chacun avec un Rittmeister, trois chasseurs en chef et 84 policiers militaires ; En 1791, les deux escadrons sont fusionnés, en 1808 le corps est réduit et en 1811 a reçu un effectif nominal de trois chasseurs en chef et 77 policiers militaires sous le commandement du chef. En 1798, le chasseur en chef reçoit officiellement le grade d'officier, en 1808 des porte-épées d'officier sont décernés à tous les policiers militaires et à partir de 1871, seuls des officiers sont embauchés. Vers 1900, il se compose de deux chasseurs en chef (Oberleutnants) et 80 policiers militaires (lieutenants). Le chef du corps est l'adjudant général du roi, le commandant de l'inspecteur des chasseurs et des tirailleurs.

## Particularités du remplacement
Dès le début du XIXe siècle, le corps se recrute exclusivement parmi les assesseurs forestiers ou les diplômés en sciences forestières (de). L'examen d'entrée dans le corps équestre de la police militaire est l'examen de la police militaire, qui exige la connaissance des langues modernes et des compétences équestres. L'admission au corps équestre de la police militaire n'a lieu que par un vote des membres actifs du corps ayant tous le même droit de vote. En 1866, le corps équestre de la police militaire se composent principalement de membres de la classe moyenne. Le nombre de membres de la noblesse augmente régulièrement au cours des décennies suivantes, de sorte qu'en 1914, les membres d'origine bourgeoise et noble représentent chacun environ la moitié des membres du corps équestre.
Après la fondation des académies forestières, les policiers qui ne sont pas encore dans le service de courrier sont autorisés à s'absenter et envoyés à l'académie forestière d'Eberswalde ou à l'Académie de foresterie royale prussienne d'Hannoversch Münden (de) pour étudier les sciences forestières. Là, les policiers continuent à vivre avec la discipline et la hiérarchie militaires dans leur propre « maison de commandement ». Les policiers restent souvent dans le corps jusqu'à ce qu'un poste de chef forestier se libère pour eux.

## Garnison
En 1740, la garnison est à Berlin, Potsdam, Charlottenbourg et Köpenick. En 1746, Köpenick devient la garnison principale avec des détachements de police militaire à Berlin, Potsdam et Zehlendorf. En 1808, Köpenick devient le seul emplacement, en 1812 Berlin, et plus tard enfin Charlottenbourg.

## Uniforme

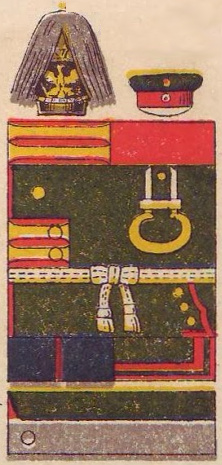
Représentation schématique de l'uniforme après l'introduction des casques à pointe et des Gardelitzen (1890)

L'uniforme suit toujours le style des dragons prussiens, mais avec une jupe d'uniforme vert tarin sans rabais, une couleur d'insigne rouge, des boutons jaunes, un chapeau noir, un pantalon et un gilet de couleur pâle. L'uniforme suit l'évolution générale ; dans les guerres napoléoniennes, des pantalons bleu-gris foncé avec une protubérance rouge et des bicornes sont introduits. En 1843, le chapeau cède la place au casque à pointe. Avec l'affectation permanente au corps de la Garde, le Gardelitzen est également introduit.

## Commandants
| Grade                  | Nom                                     | Date de prise de commandement  |
| ---------------------- | --------------------------------------- | ------------------------------ |
| Generalmajor           | Hans Christoph Friedrich von Hacke      | 1er juillet 1740               |
| Oberst                 | Johann von Buddenbrock (de)             | 4 juin 1750                    |
| Generalmajor           | Johann Ludwig von Ingersleben           | 1er décembre 1754              |
| Generalmajor           | Moritz Franz Kasimir von Wobersnow (de) | 1er décembre 1757              |
| Oberst                 | Hans-Friedrich von Krusemark            | 19 janvier 1759                |
| Oberst                 | Henri-Guillaume d'Anhalt                | 1er juin 1768                  |
| Oberst                 | Friedrich Wilhelm von Götzen l'Ancien   | 5 juillet 1781                 |
| Oberst                 | Ernst Friedrich Carl von Hanstein (de)  | 24 août 1784                   |
| Oberst                 | Levin von Geusau                        | 1er novembre 1787              |
| Oberst                 | Hans Rudolf von Bischoffwerder (de)     | 28 août 1790                   |
| Oberst                 | Wilhelm von Zastrow                     | 3 janvier 1798                 |
| Oberst                 | Karl Leopold von Köckritz (de)          | 20 mai 1806                    |
| Generalleutnant        | Karl Friedrich von dem Knesebeck        | 17 février 1822                |
| Generalleutnant        | August Wilhelm von Neumann-Cosel        | 14 octobre 1847                |
|                        | vacant                                  | 20 mai 1865 au 8 décembre 1869 |
| General der Infanterie | Adolf von Bonin                         | 9 décembre 1869                |
| General der Kavallerie | Karl Friedrich von der Goltz            | 11 janvier 1873                |
| Generalfeldmarschall   | Leonhard von Blumenthal                 | 12 avril 1888                  |
| General der Infanterie | Bernhard von Werder                     | 18 janvier 1901                |
| General der Infanterie | Hans Georg von Plessen                  | 18 septembre 1907              |

## Tradition
La tradition du corps est préservée depuis 1919 par l'Association académique de la police militaire (de).